# Il dono disinteressato
Bezinteresownego daru, in italiano Il dono disinteressato, è una meditazione di Papa Giovanni Paolo II.
È uno scritto di Giovanni Paolo II categorizzato come Meditazione nei documenti ufficiali della Santa Sede nel 2006. Depositata in lingua polacca in Acta Apostolicae Sedis reca in calce Città del Vaticano, 8 febbraio 1994. Il tema della meditazione è il concetto di dono/relazione in quanto fondante sia il celibato che il matrimonio.

## La pubblicazione e le ipotesi sull'origine della meditazione
Rimane sconosciuta fino a quando viene pubblicata in italiano da Mauro Leonardi nell’Appendice del suo saggio Come Gesù. La versione in spagnolo viene pubblicata nell'edizione spagnola dello stesso testo. Egli stesso ipotizza che la prima destinataria dello scritto sia stata Wanda Poltawska, anche se tuttavia non ci sono conferme.
Gli interrogativi su questa meditazione originano tutti da un unico fatto, inquietante: il ritardo, non inferiore a dodici anni, tra la data di redazione (1994) e quella della pubblicazione (2006) che, oltretutto, è post mortem. Questo dato reca con sé una serie di domande alle quali, in assenza di una storia del testo, oggi è possibile rispondere solo con delle ipotesi. Perché Giovanni Paolo II, di cui era nota la libertà di iniziativa, non pubblica la meditazione quando era ancora in vita? Forse perché il testo avrebbe suscitato delle polemiche? Per questo motivo alcune persone attorno a lui avrebbero ostacolato la pubblicazione? Se è così, perché la meditazione appare post mortem, cioè quando il Papa non poteva più farne richiesta? Chi poteva decidere, nel 2006, che venisse pubblicata negli Acta Apostolicae Sedis, cioè nella “Gazzetta Ufficiale” della Santa Sede? Che statuto accordare a questo testo? È la bozza di un libro, tipo "Memoria e identità" - un libro però che non sarebbe mai stato pubblicato - o è un testo a sé stante? In quale genere letterario è possibile classificare un testo che si autodefinisce Meditazione ma che introduce sviluppi quasi drammaturgici o piuttosto rapsodici e interpella, o meglio, esorta il lettore, e talvolta anche argomenta?

## Contenuti
La meditazione è suddivisa in cinque punti:
1. Il creato come donazione (pp. 1-2): la dimensione del dono è la struttura più profonda della Creazione. “Non soltanto gli uomini si uniscono tra di loro, è Dio che li dona uno all’altro. E in ciò si attua il suo piano creativo."
2. Dono e affidamento (pp. 3-4): Woytjla ripercorre il paradigma del dono nella totalità della vita umana a partire da una frase che gli venne rivolta dal suo direttore spirituale “Forse desidera darti questa persona". "Da pastore di anime sentii dal mio direttore spirituale queste parole"
3. La sensibilità alla bellezza (pp. 4-6): la dimensione del dono e del reciproco affidamento avviene attraverso il riconoscimento di una particolare bellezza.
4. La redenzione del corpo (pp. 6-9): lo spirito umano che cerca la bellezza deve affrontare una soglia che deve decidere, di volta in volta, se varcarla o meno. Questa soglia precede lo stato di vita del celibato o del matrimonio.
5. Totus Tuus (pp. 9-11): La preghiera del Totus Tuus composta da San Giovanni Paolo II sulla falsariga delle parole di San Luigi Maria Grignon de Monfort sono la risposta che supera un'esitazione simile a quella provata da Giuseppe di Nazareth: «Non temere di prendere con te Maria» (Mt 1, 20).

## Il testo completo della meditazione
- Testo originale in lingua polacca (PDF), su vatican.va.
- Testo tradotto in lingua italiana, su mauroleonardi.it.
- Testo tradotto in lingua spagnola, su mauroleonardi.it.
- Testo tradotto in lingua francese, su oise.catholique.fr.
- Testo tradotto in lingua inglese (PDF), su communio-icr.com.